# Авл Цецилий Фаустин
Авл Цецилий Фаустин (лат. Aulus Caecilius Faustinus) — римский политический деятель конца I века — начала II века.
О его происхождении ничего неизвестно. В 99 году Фаустин занимал должность консула-суффекта. Его коллегой был Квинт Фабий Барбар Валерий Магн Юлиан. Между 103/104 и 105 годом он был легатом Нижней Мёзии. Затем Авл был переведен на должность легата Верхней Паннонии. В 115/116 году Фаустин находился на посту проконсула Африки.